# Piracicaba
Piracicaba là một đô thị của bang São Paulo. Đô thị này nằm ở độ cao 547 m, dân số năm 2008 ước 365.440 người.

## Thông tin nhân khẩu
Dữ liệu điều tra de 2000
- Tổng dân số: 329.158
  - Thành thị: 317.374
  - Nông thôn: 11.784
  - Nam giới: 162.433
  - Nữ giới: 166.725
- Mật độ dân số (người/km²): 240,54
- Tỷ lệ tử vong trẻ sơ sinh dưới 1 tuổi (trên một triệu người): 12,78
- Tuổi thọ bình quân (tuổi): 72,95
- Tỷ lệ sinh (số trẻ trên mỗi bà mẹ): 1,91
- Tỷ lệ biết đọc biết viết: 94,95%
- Chỉ số phát triển con người (HDI-M): 0,836
  - Chỉ số phát triển con người - Thu nhập: 0,795
  - Chỉ số phát triển con người - Tuổi thọ: 0,799
  - Chỉ số phát triển con người - Giáo dục: 0,913

(Nguồn: IPEADATA)

## Khí hậu
| Diễn biến khí hậu của Piracicaba                                              | Diễn biến khí hậu của Piracicaba | Diễn biến khí hậu của Piracicaba | Diễn biến khí hậu của Piracicaba | Diễn biến khí hậu của Piracicaba | Diễn biến khí hậu của Piracicaba | Diễn biến khí hậu của Piracicaba | Diễn biến khí hậu của Piracicaba | Diễn biến khí hậu của Piracicaba | Diễn biến khí hậu của Piracicaba | Diễn biến khí hậu của Piracicaba | Diễn biến khí hậu của Piracicaba | Diễn biến khí hậu của Piracicaba | Diễn biến khí hậu của Piracicaba                     | Diễn biến khí hậu của Piracicaba |
| Nhiệt độ                                                                      | Nhiệt độ                         | Nhiệt độ                         | Nhiệt độ                         | Nhiệt độ                         | Nhiệt độ                         | Nhiệt độ                         | Nhiệt độ                         | Nhiệt độ                         | Nhiệt độ                         | Nhiệt độ                         | Nhiệt độ                         | Nhiệt độ                         | Nhiệt độ                                             | Nhiệt độ                         |
| Tháng                                                                         | tháng 1                          | tháng 2                          | tháng 3                          | tháng 4                          | tháng 5                          | tháng 6                          | tháng 7                          | tháng 8                          | tháng 9                          | tháng 10                         | tháng 11                         | tháng 12                         | ! style="background: #DDDDDD;" \| Trung bình         |                                  |
| ----------------------------------------------------------------------------- | -------------------------------- | -------------------------------- | -------------------------------- | -------------------------------- | -------------------------------- | -------------------------------- | -------------------------------- | -------------------------------- | -------------------------------- | -------------------------------- | -------------------------------- | -------------------------------- | ---------------------------------------------------- | -------------------------------- |
| Trung bình cao °C                                                             | 30.0                             | 30.0                             | 30.0                             | 28.0                             | 26.0                             | 25.0                             | 25.0                             | 27.0                             | 28.0                             | 29.0                             | 30.0                             | 30.0                             | style="background: #867F79; color: black;" \| 28.2   |                                  |
| Trung bình thấp °C                                                            | 19.0                             | 19.0                             | 18.0                             | 15.0                             | 12.0                             | 10.0                             | 10.0                             | 11.0                             | 13.0                             | 16.0                             | 17.0                             | 18.0                             | style="background: #537FAC; color: black;" \| 14.8   |                                  |
| Lượng mưa                                                                     |                                  |                                  |                                  |                                  |                                  |                                  |                                  |                                  |                                  |                                  |                                  |                                  |                                                      |                                  |
| Tháng                                                                         | tháng 1                          | tháng 2                          | tháng 3                          | tháng 4                          | tháng 5                          | tháng 6                          | tháng 7                          | tháng 8                          | tháng 9                          | tháng 10                         | tháng 11                         | tháng 12                         | ! style="background: #DDDDDD;" \| Tổng cộng          |                                  |
| Tổng mm                                                                       | 229.7                            | 200.2                            | 150.6                            | 76.2                             | 61.7                             | 45.0                             | 30.1                             | 28.4                             | 60.3                             | 121.5                            | 125.9                            | 198.5                            | style="background: #0050aa; color: black;" \| 1328.1 |                                  |
| Nguồn: Unicamp - Cepagri Lưu trữ ngày 14 tháng 8 năm 2008 tại Wayback Machine |                                  |                                  |                                  |                                  |                                  |                                  |                                  |                                  |                                  |                                  |                                  |                                  |                                                      |                                  |

## Sông
- Sông Piracicaba (São Paulo)
- Sông Corumbataí

## Giao thông

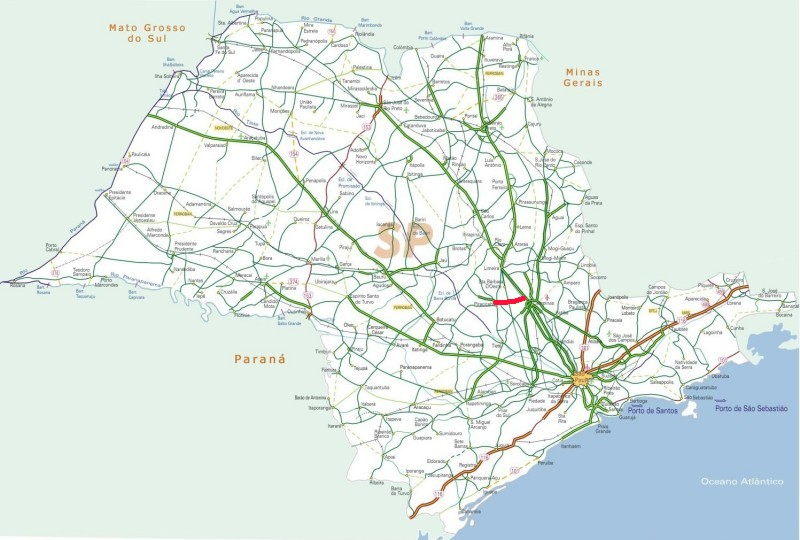
Vị trí của xa lộ Luís de Queirós (SP-304)

- Sân bay Piracicaba

### Các xa lộ
- SP-127
- SP-135
- SP-147
- SP-304
- SP-308